# Budynek Sądu Rejonowego w Ełku
Budynek Sądu Rejonowego w Ełku – zabytkowa kamienica w Ełku. Mieści się w dzielnicy Centrum przy skrzyżowaniu ul. Jana i Hieronima Małeckich z ul. Mickiewicza w bezpośrednim sąsiedztwie Parku Solidarności. Zbudowana w 1911 roku. Pierwotnie użytkowana jako kamienica mieszkalna, obecnie pełni funkcję siedziby Sądu Rejonowego w Ełku. Obiekt figuruje w Rejestrze Zabytków – nr rej.: A-1027 z 16.03.1995.
Jest to budynek z dachem dwuspadowym, który w ostatnich latach przeszedł remont elewacji, na której od strony ulicy Małeckich namalowane są miecz i waga symbolizujące sąd.

## Wydziały
- I Wydział Cywilny
- II Wydział Karny
- III Wydział Rodzinny i Nieletnich
- IV Wydział Pracy
- V Wydział Ksiąg Wieczystych